# Königswald (Schiff)
Die Königswald ist ein Fahrgastschiff des Traditionsunternehmens Weiße Flotte Potsdam in der brandenburgischen Landeshauptstadt Potsdam.

## Geschichte
Die 1894 gegründete Oberspree-Dampfschiffahrts-Gesellschaft Tismer & Co. mit Sitz in Niederschöneweide ließ ab 1895 von der Schiffswerft Johannsen & Co. in Danzig vier neue Dampfer bauen. Die 31,70 Meter langen und 6,40 breiten Doppelschraubenschiffe waren bestückt mit je zwei 90 PS Dampfmaschinen der Union Gießerei in Königsberg. Zu diesen vier Schiffen, die ursprünglich Neptun, Kyffhäuser, Hewald und Borussia hießen gehörte der spätere Dampfer Potsdam, die heutige Königswald.
1898 wurden die Schiffe an die Spree-Havel-Dampfschiffahrt-Gesellschaft-Stern (SpHDG Stern) verkauft. Hier erhielten sie die Namen Berlin, Wannsee (ab 1934 Dahme), Grünau und Potsdam. Der Dampfer Potsdam war zugelassen für 352 Fahrgäste. Seit 1923 bildete die SpHDG Stern eine wirtschaftlich begründete Fahrgemeinschaft mit der Teltower Kreisschiffahrt auf der Unterhavel zwischen Potsdam und Berlin. Im Oktober 1928 kollidierte der Dampfer Potsdam in der Sacrower Enge vor der Heilandskirche mit einem Motorboot und, da es drohte zu sinken wurde es im Flachwasser auf Grund gesetzt. Eine Person wurde verletzt und das Schiff später gehoben und repariert. Im Frühjahr 1934 fusionierte die Dampfschifffahrts-Gesellschaft mit der Teltower Kreisschiffahrt zur Stern und Kreisschiffahrt der Teltowkanal AG. Im Fahrplan 1934 führte die Reederei 26 Dampfschiffe, 10 Motorschiffe und 12 Motorboote auf. Dazu gehörte auch der Dampfer Potsdam. Den Zweiten Weltkrieg nahezu unbeschädigt überstanden gab die sowjetische Armee das Schiff Mitte Juni 1945 an die Stern und Kreisschiffahrt zurück und es konnte ab dem 21. Juli zwischen dem Anleger an der Stößenseebrücke und der Glienicker Brücke pendeln als Ersatz für die zerstörten Bahnlinien zwischen Berlin und Potsdam. Ende der 1950er Jahre wurde die Potsdam, wie auch andere Schiffe der Weissen Flotte Potsdam zugeteilt. Schon Anfang der 1960er ging auch in Potsdam die Zeit der Dampfschiffe vorbei und das Dampfschiff Potsdam wurde 1963 stillgelegt und zur Schiffswerft Genthin gebracht.
1969 wurde das Motorschiff Strandbad Ferch in Dienst gestellt. Es entstand aus dem stillgelegten ehemaligen Dampfer Potsdam. Das alte Schiff wurde dabei völlig neu aufgebaut und in der äußeren Form völlig verändert. Übrig blieben vom alten Schiff nur zwei Bodensegmente. Mit diesem Trick wurde, ganz DDR-typisch, ein langwieriges und möglicherweise erfolgloses Genehmigungsverfahren für einen Neubau umgangen. Realisiert wurde dieser Bau in der Werft Genthin am Elbe-Havel-Kanal. Die Strandbad Ferch war als erstes Fahrgastschiff in der DDR mit einem so genannten Z-Antrieb ausgerüstet.
2002 erfolgte ein erneuter Umbau mit einhergehender Modernisierung und Neumotorisierung des Schiffes. Nach erfolgtem Umbau wurde es mit dem Namen Königswald in Potsdam in Fahrt gebracht. Benannt wurde es nach dem Königswald, einem Naturschutzgebiet am Sacrower See.

## Das Schiff
Mit einer Länge von knapp 41 Meter und einer Schiffsbreite von 6,11 Meter kann das Schiff nahezu alle auch kleineren Gewässer der Region, wie den Griebnitzkanal befahren. Der geringe Tiefgang ermöglicht es auch bei niedrigen Wasserständen die geplanten Routen einzuhalten. Zugelassen ist das Schiff für 250 Fahrgäste. Im vollklimatisierten Innenbereich gibt es Sitzplätze für 110 Personen. Im Außenbereich auf dem Oberdeck befinden sich ebenfalls 160 Plätze. Angetrieben wird die Königswald von einem Motor der Firma Deutz AG über ein Schottel-Ruderpropeller. Zur Stromversorgung an Bord steht ein Generator, angetrieben von einem Dieselmotor ebenfalls der Firma Deutz zur Verfügung. Ein elektrisches Bugstrahlruder verbessert die Manövrierfähigkeit.
Zur gastronomischen Versorgung der Fahrgäste steht eine Kombüse, ein Tresenbereich und ein Serviceteam, je nach Anzahl der Gäste und Fahrtgebiet angepasst, zur Fahrgastbetreuung zur Verfügung.